# はいからさんが通る
『はいからさんが通る』（はいからさんがとおる）は、大和和紀による日本の漫画。また、これを原作として製作されたアニメおよび映画、舞台の演目、テレビドラマである。

## 作品概要
大正時代を主舞台とし、設定年代当時の様々な民間風俗や漫画連載当時のサブカルチャー（『宇宙戦艦ヤマト』、『科学忍者隊ガッチャマン』、『ロッキー・ホラー・ショー』、『ゴジラ』シリーズなど）を由来としたギャグなどを取り混ぜながら大正デモクラシー〜シベリア出兵〜関東大震災を駆け抜けて結ばれる一組の男女とそれをとりまく人々の恋愛模様を描くラブコメ作品。
『週刊少女フレンド』（講談社）に1975年7号から1977年10号まで連載された（本編は1977年の7号まで。8・9・10号は番外編）。番外編を含めコミックス全8巻、文庫版全4巻が出版されている。
1977年（昭和52年）度、第1回講談社漫画賞少女部門受賞。2017年11月時点でシリーズ累計発行部数は1200万部を突破している。
連載中より、いくつかの他メディア化が実施・放送された。これらの版では、放送枠や尺の関係もありストーリーが原作の結末まで描かれたことはなく特に忍のシベリア出兵後の経緯が大幅に省略されることが多い。
1978年6月3日から1979年3月31日まで、日本アニメーション製作の連続テレビアニメ版が、朝日放送（ABC）を制作局としてテレビ朝日系で放送（全42話）。当初は1年間の放送予定であったが、モスクワオリンピックの放送枠の関係で半ば打ち切り同然の終了となり、この影響でストーリーが最後まで描かれることはなかった。この時はアニメスタッフから原作者の大和和紀にも相談があったが、どうにもならなかったと言う。
1979年、KTVで連続ドラマ化。キャストには宝塚歌劇団の生徒が起用されている。
1987年、南野陽子主演、東映による製作・配給で実写映画版が公開。
その後、1985年4月15日 CX系月曜ドラマランドで単発ドラマ化（約90分）、2002年1月2日には TBS系で新春特別番組として単発ドラマ化（約120分）。
2017年より大和和紀画業50周年を記念し、劇場版アニメが前後編二部作で制作・上映された。この劇場版アニメでは各メディア作品では初めて、原作のストーリーを最後まで描いている（詳細は劇場版アニメの節を参照）。同年10月に宝塚歌劇団によるミュージカル版も上演。
本作を体現する最もわかりやすい言葉が、平塚らいてうの『青鞜』創刊号所収の文（創刊の辞）の冒頭、「元始女性は太陽であつた。真正の人であつた。今、女性は月である。他によつて生き、他の光によつて輝く」。本作では女学校時代から番外編まで、この言葉が重要な鍵となっている。

### 補足
作中に登場する跡無女学館は跡見学園がモデルとされている。また紅緒の勤務先の冗談社も名前その他が本作の出版元である講談社に由来しており、作中では紅緒が講談社の社歌を歌ってごまかす場面も存在する。
雑誌連載時に掲載誌に広告が掲載される部分は、単行本では雑談や「みことば（御言葉）」等が掲載されるコーナーとなった。また、作品内の元ネタ紹介や近況報告等が多い中、本編最終巻（単行本では第7巻）ではコーナー自体が作者の「ありません」宣言を受け休止した事がある。同コーナーでの作者の自画像は長丈スカートのセーラー服を着用して、咥え煙草の時もある。また所持している薙刀は時として死神の鎌等の小道具に変化する場合がある。
実写作品は配役の都合と時代考証の観点から、主要キャラクターである伊集院忍少尉の設定が日本とドイツ人のハーフから純粋な日本人として変更し、ミハイロフとラリサのエピソードも省略されることが多い。

## あらすじ
時は大正。「はいからさん」こと花村紅緒は竹刀、大槍を握れば向かうところ敵なし、跳ねっ返りのじゃじゃ馬娘。ある日、美形の青年将校・伊集院忍が祖父母の代からの許嫁と聞かされ、伊集院家に行儀見習いに出される。結婚に反発する紅緒は、破談にしようと数々の騒動を巻き起こすが、聡明で心優しき伊集院に惹かれ、やがて相思相愛の仲となっていく。
しかし伊集院はシベリア出兵により消息不明となる。戦死の報を受け取った紅緒は、未亡人として伊集院家を支えることを決意し、青江冬星が編集長の雑誌記者として働きはじめる。だが、伊集院に生き写しのロシアの亡命貴族、サーシャ・ミハイロフ侯爵と出会ったことがきっかけで、紅緒は思いもよらぬ真実を知り、決断を迫られることになる。

## 登場人物
声優はテレビアニメ版 / 劇場アニメ版の順に表記。実写版のキャストはテレビドラマ版は#1979年版 / 連続番組、#1985年版 / 単発番組、#2002年版 / 単発番組 、その他#実写映画、#舞台、#宝塚歌劇団による舞台化の項に記載。
花村 紅緒（はなむら べにお）
声 - 横沢啓子（現・よこざわけい子） / 早見沙織
主人公。17歳→22歳。跳ねっ返りのじゃじゃ馬娘で生まれついてのトラブルメーカーで、無邪気と毒気が同居したコメディエンヌ的キャラクター。特技は剣道と槍道で、軍人の忍とも互角に渡り合い、車屋の牛五郎を叩きのめす腕力の持ち主。自他共に認める酒乱で、酒を飲むとよくトラブルを巻き起こす。食い気も旺盛で、好物を越えたソウルフード的存在たるつくねのほか、木村屋のアンパンも大好物である。家事全般は苦手。劣等生だが英語は得意。「洗濯板」等と揶揄される体型で、容貌も平凡。黙っていれば外見は愛らしく、その気立ての良さ、情の厚さと芯の強さから、忍のみならず蘭丸や冬星、鬼島からも好意を寄せられる。母親が早世し、男手一つで育てられた。忍との縁談が持ちあがった当初は、親に結婚を決められることへの反発もあって忍に反感を持っていたが、忍の人柄を知るにつれ彼への想いを自覚するようになる。しかし自身の起こした騒動がもとで忍が左遷、果てはシベリア出兵への参加を命じられることとなり、伊集院家も巻き込んだ悲劇を辿るという憂き目を見る。
忍戦死の報せを聞いて後は、彼に想いを告げず別れてしまったことを深く悔いながらも、気丈にも髪を切り落とし、二夫にまみえぬ誓いとして母の形見（白の喪服）をまとって葬儀に出席、忍亡き後の伊集院家を支え続ける決心をする。家計を支えるため紆余曲折を経て冗談社に入社、女嫌いの編集長の冬星にしごかれ雑誌記者として成長を遂げてゆく。反政府運動家の疑いをかけられ投獄される悲運も味わうが、持ち前の度胸とマイペースな性格で刑務所暮らしも乗り切り、冬星やサーシャの奔走もあって無事釈放される。侯爵の正体が判明し動揺するが、他に身寄りのないラリサのことを思い身を引く。長く支えとなってくれた冬星からのプロポーズを受け入れ、大正12年9月1日に挙式するが、未曾有の大災害に巻き込まれる。
最終回で運命の人と結ばれ、番外編では一児の母。
伊集院 忍（いじゅういん しのぶ）
声 - 森功至 / 宮野真守
紅緒の許婚。陸軍歩兵少尉。紅緒からは「少尉」と呼ばれる。普段は朗らかだが、皮肉屋で笑い上戸。交際が広く、社交界の花形として女性に人気がある一方、要のような文人たちとのつき合いもある。伊集院伯爵の息子・宗一郎とドイツ人女性の間に生まれたハーフであり、祖父母に育てられた。両親の結婚は許されず、母親は忍の父と引き裂かれた後ロシア貴族に嫁ぎ、父親は自分を捨て外国で他界した。そのような背景から、祖母のたっての願いを断り切れず、許婚と会うべく花村家を訪ねる途中で木から落ちてきた紅緒を助けた。当時馬鹿にされていたハイカラを理由に紅緒をからかうことも多かったが、やがて健気で可愛げもある紅緒に強く惹かれ、彼女と人生を共にする決意をする。伯爵家次期当主の座を約束された御曹司だが、かねてから華族としての身分に疑問を感じており、紅緒の気質に華族の枠に留まらない可能性を見出したことも、紅緒に惹かれた一因だった。
見た目は優男だが、武道や格闘の術についても心得を身につけており、軍人として部下の為に命を賭ける勇敢さも持ち合わせている。そのため小倉で任された部下たちからも厚い信頼を勝ち得ていたが、シベリアで作戦行動中、部下を助けようとして消息を絶ち行方不明になる。

藤枝 蘭丸（ふじえだ らんまる）
声 - 杉山佳寿子 / 梶裕貴
花村家の隣に住む、紅緒より1歳下の幼馴染。歌舞伎の女形役者。美少年。女性的で大人しい性格故に、お転婆な紅緒には振り回されがちであったが、小さいときから彼女に片思いしている。伊集院家に行儀見習いに出た紅緒恋しさに、女形としての技量を生かし蘭子と名乗って変装、紅緒専属の新任メイドとして伊集院家に潜入してくる。忍の戦死後、紅緒から実家に戻るよう諭され泣く泣く役者稼業に戻った。歌舞伎座に取材に行った紅緒と再会し、その後もなにかと手助けする。紅緒を一途に想い続けるが、弟分としてしか見られなかった。容姿、仕草が女性的ではあっても、紅緒への思慕が示すように彼自身に男色の嗜好はないが、度々男性に言い寄られている。
番外編で紅緒と性格が正反対な女性と恋に落ち、交際に反対する堅物の兄と悪戦苦闘を繰り広げるが、最後にとんでもないオチが待っていた。
北小路 環（きたこうじ たまき）
声 - 吉田理保子 / 瀬戸麻沙美
紅緒と同じ女学校に通う親友。華族出身。成績優秀で美人だが女性解放運動に興味を持ち、問題児の紅緒とも親しい。実は忍の幼馴染で、密かに思いを寄せる忍と紅緒の関係を知らずにそれぞれと交友しており、2人が許婚と知って激しく動揺するが、忍の想いを知ると身を引いた。
女学校卒業後は新聞社の婦人記者となり、モダンガールを地で行く人生を歩む。冗談社に入った紅緒と再会し、公私にわたって仲良く付き合う。後に自分同様に紅緒を見守っていた鬼島と出会い、育ちの違いから反発し合いながらも彼に次第に惹かれて行く。紅緒同様、酒乱の傾向がある。

### 花村家
邸宅は、元は武家屋敷で平屋建ての日本家屋。
花村（はなむら）少佐
声 - 永井一郎 / 石塚運昇（前編）、銀河万丈（後編）
紅緒の父。陸軍少佐で忍の上官。旗本の子孫。妻に先立たれてからは男手一つで紅緒を育ててきた。紅緒のお転婆ぶりに悩まされており、娘への教育方針等は一般的な大正男性らしく男尊女卑の傾向が否めないが、娘の真っ直ぐな思いを受けとめている良き父親である。酒乱の傾向がある。なお本編では名前が不明のままだった。
ばあや
声 - 鈴木れい子 / 同左
花村家の家事を取り仕切る老婆。テレビアニメ版および実写映画版での役名は「あごなしばあや」。いまだに丸髷を結っており、肥満体で顎がなく目も星印であることが多い。紅緒の素行には手を焼いており、如月とは意気投合していた。紅緒が諸々の事情で伊集院家を出た際には紅緒が「暇を出された」と嘆き悲しんだ。

### 伊集院家
伯爵家で忍の実家。邸宅は西洋建築の屋敷で広大な庭が広がる。忍の戦死後、華族の体面を保つための贅沢な暮らしぶりが原因で財産がほとんどないことが判明する。
伊集院伯爵
声 - 宮内幸平 / 麦人
忍の祖父。ハゲ頭にヒゲ、頭の固い頑固者。時代錯誤な言動と行動で騒動を起こすご老体。女中からは「お殿さま」、伯爵夫人からは「ご前（ごぜん）」と呼ばれる。肥後もっこすの矜持を持つ薩摩藩藩士で明治維新の頃は倒幕のために戦った維新志士。幕府方士族（旗本）の娘である紅緒に当初は嫌悪感を隠さず、事あるごとに衝突していた。実は伯爵夫人を愛するがゆえ旗本嫌いになったことが判明する。紅緒の真っ直ぐな性格を気に入っている。後に諸々の事情から紅緒が伊集院家を出て行こうとした際には責任を感じて腹を切ろうとした。
伊集院伯爵夫人
声 - 峰あつ子 / 谷育子
忍の祖母で公家出身。若い頃に紅緒の祖父と恋に落ちるが、明治維新で敵味方に分かれたため、「いつか2つの血をひとつにしよう」と誓い合って別れた過去を持つ。おっとりした雰囲気の穏やかな老婦人。息子同然の忍を溺愛、紅緒のことも気に入っていた。忍の戦死を聞かされ倒れて以来、すっかり体が弱る。一時は危篤状態に陥るが、紅緒の機転で持ち直した。
如月（きさらぎ）
声 - 山田礼子 / 一城みゆ希
伊集院家の奥女中。おすべらかしのような髪型に黒い洋装というスタイル。伊集院家にやってきた紅緒のがさつな態度にあきれ、厳しい花嫁修業を施そうとする。後に紅緒の理解者となり、忍の戦死後、他の使用人たちが暇を出される中、一人残り、紅緒とともに伊集院家を支え続ける。紅緒が伊集院家を離れたときは涙ながらに見送った。酒乱の気がある。
牛五郎（うしごろう）
声 - 増岡弘 / 三宅健太
二の腕の金魚の刺青と怪力が自慢の車屋（人力車引き）。駆落ち中の紅緒たちに絡むが、叩きのめされて子分を志願する。紅緒に負けるまで喧嘩で負けたことがないと豪語していた。紅緒を「親分」と呼び、女だとは思っていない。伊集院家にも押しかけで出入りするようになり、紅緒を支える。「金魚の牛五郎」の通り名を持つ。
天丸、地丸
忍の愛犬。天丸が無垢で地丸が黒と白。忍の他にはあまり懐かなかったが紅緒には懐いた。初対面の筈のサーシャには懐いたため、彼が忍であるという疑惑が深まる。

### 狸小路伯爵家
亡命したミハイロフ侯爵夫妻が身を寄せた西洋建築の屋敷。
サーシャ・ミハイロフ侯爵
声 - 森功至 / 宮野真守
ロシアの貴族。ドイツ人であった忍の母親・エリナが夫のロシア人貴族との間にもうけた子供。忍とは異父弟。ロシア革命の後、革命軍の追跡を逃れ妻のラリサとともに日本に亡命してきた。容貌は忍とうり二つで、出会った紅緒は激しく動揺する。紅緒に対して思わせぶりな発言をしつつ、なにかと助力していた。後に自ら正体を明かす。
ラリサ
声 - 小山まみ（現・小山茉美） / 坂本真綾
サーシャの妻で、ロシア革命を逃れて日本に亡命してきた。重大な秘密を隠しており、夫に近づく紅緒を快く思わない。その体は結核に蝕まれており、余命幾ばくもない。
エリナ・ミハイロブナ（ミハイロフ夫人）
忍とサーシャの母親でドイツ人。結婚が許されず忍の父と別れた後、先代ミハイロフ侯爵の妻となりサーシャを生んだ。ロシア革命を逃れてサーシャ夫妻と共に逃亡し、日本にいる忍を頼ろうとしたものの、2人とはぐれる。満州で山賊に襲われて行き倒れていたところを馬賊時代の鬼島に発見され看取られた。
狸小路（たぬきこうじ）伯爵
声 - 水鳥鐵夫（テレビアニメ版）
ロシアから亡命したミハイロフ侯爵夫妻を自宅に受け入れた人物。見た目は信楽焼の狸そっくりで紅緒からからかわれる。取材を口実にサーシャに近づこうとした紅緒を快く思わず、以後も妨害を続ける。

### 冗談社
冬星が経営する零細出版社。社員は紅緒とつめ子を入れてもたったの6人。三流雑誌「冗談倶楽部」を発行している。壁には毎週妙な標語が貼られている。連載作家も併記する。
青江 冬星（あおえ とうせい）
声 - 井上真樹夫 / 櫻井孝宏
社長兼「冗談倶楽部」編集長。紅緒が真っ青になるほどの美男子。母は遊び好きの浪費家で、冬星を身ごもりながら冬星の父と別れ、銀行家に嫁いでいる。そのことから母を始めとする全ての女性に対し不信感を抱くあまり女性アレルギーになった。唯一女性を感じさせない紅緒に恋心を抱くようになるが、紅緒の心の中から忍が消えない限り土足で踏み込むような真似はするまいと決めている。
合併騒ぎで会社経営が傾いた際には紅緒たちの奮闘で凌いだものの、後に伊集院家を救うために信念を曲げる。
番外編では渡仏して紅緒にそっくりな不良少年と知り合うエピソードが語られた。
作者によれば平安時代を舞台にした作品「ラブパック」の主役カップル、菜の君と疾風（かぜ）の子孫である。
袋小路 つめ子（ふくろこうじ つめこ）
声 -/ 小牧未侑
冬星の見合い相手。冬星に一目惚れするが、冬星が見合いを断る理由にと紅緒を紹介したことから、紅緒に対抗して冗談社の押しかけ社員となる。一応良家のお嬢様らしいが、空手4段・合気道3段という猛者であり、歩くと地面が揺れ、泣くと壁が崩れるなど、冬星からは「女ばなれどころか人間ばなれ」と評される。
古美 売太 (こび うりた）
声 - 龍田直樹 / 矢野奨吾
冗談倶楽部の編集部員で紅緒の先輩。丸眼鏡にサンバイザーを装備したカッターシャツにサスペンダー姿の青年。名前は本編上においては登場せず編集部のモブとして扱われているが、終盤の展開における衝撃的な事情から、番外編「霧の朝パリで」の冒頭にて姓で呼ばれて明らかになる。同番外編ではその事情を原因として蒸発願望を発露させ、パリへ出張に行く冬星に「ぼくもパリに連れて行ってください!」と泣きつくが、結局置いていかれてしまう。
辺面 岩男 (へつら いわお）
声 - 塩沢兼人 / 杉村憲司
愛相 良雄(あいそ よしお）
声 - 中村秀利 / 遠近孝一
高屋敷 要（たかやしき かなめ）
声 - 中村秀利 → 田中崇 /
忍の親友。文士崩れであだ名は「快傑ライオン丸」。忍曰く口は悪いが根はいい奴とのことだが、初対面の紅緒を見て忍をロリコン呼ばわりした。美人に弱く、環に思いを寄せていたがまったく相手にされていなかった。実は純文学を標榜する人気作家。登場当初はゲストキャラ的扱いで伊集院家のパーティの客の一人の新進気鋭の新人作家として登場し、物語に関わるキャラになったのは後年。その為に本来なら紅緒とは面識があるはずだったが、忍の戦死扱いが原因で2人の距離が大きく離れた為にお互いすっかり忘れ去り、さらに要の方は軍人嫌いになった。冗談社が経営不振に陥った際、紅緒が原稿依頼に行ったものの前述の理由でまったく相手にされず、環の説得でようやく執筆を承諾した。要の人気もあって冗談社は持ち直したものの、彼の自宅には思想犯も出入りしており、これが原因で紅緒が絶体絶命の窮地に陥ることになる。
江戸川端 散歩（えどかわばた さんぽ）
声 - 永井一郎（テレビアニメ版）
冗談社の編集者となった紅緒が担当した作家。見た目は吸血鬼ドラキュラそのもの。ノリが良く、奇行癖がある変人だが気さくな面もある。代表作は『廃人二十面相』。

### 帝国軍人
鬼島 森吾（おにじま しんご）
声 - 安原義人 / 中井和哉
忍が小倉連隊（歩兵第14連隊）へ転属になったときの部下。隻眼で左の頬には十字傷のある強面。階級は軍曹。彼を中心とした小隊は「兵隊やくざ」として鼻つまみ者となっていた。当初はエリート将校である忍に対し反感を持っていたが、彼のさばけた性格と外見に似合わぬ男気が気に入り親しくなった。忍と共にシベリアに出兵したが、忍が鬼島を助けようとして敵兵に斬りつけられる（その場面を見た部下が引揚げ後に伊集院家及び紅緒に忍戦死を報告する事になる）。鬼島自身帰還することが出来ず、共に戦死したものと思われていた。
辛うじて生き長らえた鬼島はそのまま軍を抜け脱走兵となり、自分たちを見捨てた日本軍への憎しみを抱き、満州で馬賊の頭目となった。彼の率いる一団は「黒い狼」の名で恐れられるようになる。日本軍を狙っては暴れ回っていたところ、現地に取材に来ていた紅緒と賊らしい形で出会い、そこで紅緒が忍の話にあった許嫁本人と知る（名前だけは忍から聞いていたので知っていた）。後に、忍のことを想い死のうとした紅緒を救っている。恩人の婚約者とは知りながら紅緒に惹かれ、後に馬賊を解散して日本に戻り、伊集院家の居候となる。サーシャと忍の母・エレナの最期を伝えるため狸小路伯爵家を訪れた際、サーシャの正体をいち早く確認するが本人の希望で黙っていた。しかし、苦しむ紅緒を見ていられなくなる。同じく紅緒と忍を複雑に見守ってきた環と知り合い、当初は反目するものの次第に惹かれ合う。
番外編では、少年時代に大人の女性に淡い恋心を抱き、左目を失うことになった事故について描かれた。また、彼の不器用な優しさを改めて知った環と歩む未来が暗示されている。
作者によれば『科学忍者隊ガッチャマン』で人気のあったキャラクター、コンドルのジョーがモデルである。
印念（いんねん）中佐
声 - 肝付兼太 / をはり万造
陸軍中佐で紅緒の父や忍の上官。尊大かつ陰険で私怨を忘れない性格、かつ顔立ちと風貌が特徴的。酒場で酒乱の紅緒と喧嘩になり、その怨恨から忍を戦地に追いやるため小倉連隊への左遷を働きかけた。後に大佐に昇進し、満州の駐在武官に赴任したが、紅緒と鬼島達の襲撃を受け、その際の死の恐怖から発狂して廃人となる。
大河内（おおこうち）中将
声 - 峰恵研 / 中博史
陸軍中将で忍や花村少佐の上官。第一師団長。温厚で理解のある人物。しかし、印念の謀略で忍が小倉連隊に左遷されたときは、紅緒の懇願も空しく命令を覆すことは出来なかった。後に投獄された紅緒をある人物の依頼で救った。セリフに「アヤヤ」「オヨヨ」という言葉が混ざるのは大河内傳次郎の口癖を模したものである。なお後年の作品『紀元2600年のプレイボール』にネタキャラとして登場している場面がある。

### その他
花乃屋 吉次（はなのや きちじ）
声 - 増山江威子 / 伊藤静
柳橋の芸者で、やくざ者をも一喝して退ける気丈な美女。忍の戦友の内縁の妻だったが、夫が青島の戦いで戦死し、自殺を図ったところを忍に救われる。忍に好意を寄せていたが、紅緒と知り合い早くから彼女のよき理解者となる。一時、芸者修行をしていた紅緒の面倒をみていたが、軍人の客とトラブルを起こしたため、紅緒に旧知の冬星が経営する冗談社を紹介した。後に花村少佐に好意を寄せられるようになり、震災に際して命懸けで助けた花村と結ばれた。
羅鈍のお定（らどんのおさだ）
投獄された紅緒が知り合った女囚で牢名主。顔を継ぎ合わせたような傷跡が特徴。新入りながら傍若無人な紅緒をシメようとするが返り討ちにされた。後に出所して花村家に押し売りに来た際に紅緒と再会。嫌がらせのため花村家に居座る。花村少佐に一目惚れしてつきまとうがフラれた。どもり症で上手にしゃべれない。
青江父
声 -/ 井上和彦
成り上がりの銀行家。華族出身の妻を金で嫁にもらった引け目があり、彼女のわがままや遊びを黙認している。
青江母
声 -/ 島本須美
華族の令嬢で16歳で金のために銀行家の夫に嫁いだ。そのとき以前交際していた男との間にできた子を身ごもっており、出産したのが冬星である。若々しく贅沢に遊び惚けているが、息子の冬星が家に戻って銀行を継いでくれるのを望んでいる。

## 書籍情報
初刊は講談社コミックスフレンドで単行本化。
講談社コミックス デザート版 全8巻（新装版 2016年12月-2017年3月）
- 第1巻 ISBN 4-06-393123-4
- 第2巻 ISBN 4-06-393124-2
- 第3巻 ISBN 4-06-393125-0
- 第4巻 ISBN 4-06-393126-9
- 第5巻 ISBN 4-06-393141-2
- 第6巻 ISBN 4-06-393142-0
- 第7巻 ISBN 4-06-393164-1
- 第8巻 ISBN 4-06-393165-X

講談社漫画文庫版 全4巻（1995年、他にスペシャル版 全4巻も刊）
- 第1巻 ISBN 4-06-260086-2
- 第2巻 ISBN 4-06-260087-0
- 第3巻 ISBN 4-06-260088-9
- 第4巻 ISBN 4-06-260089-7

- 映像化・公演に合わせて、愛蔵版（全1巻）も度々刊行している。

## 画集・ムック
- 『大和和紀の華麗なる世界 はいからさんが通る』講談社フレンドDELUXE、1976年9月
他作品のイラストも含めた特選カラー画集、連載終了時に刊。テレビアニメ放送などで度々再版
- 『「はいからさんが通る」と大和和紀ワールド』 外舘惠子編、宝島社、2017年9月
- 『はいからさんが通るの世界』 別冊宝島編集部編、宝島社、2017年10月
前者は主に原作・イラスト、後者はアニメ版のファンムック

## 小説
- 時海結以 『はいからさんが通る』 講談社青い鳥文庫 全2巻。原作版のノベライズ
  - 上巻 2017年9月。ISBN 978-4062856546。装画は大和和紀自身
  - 下巻 2017年10月。ISBN 978-4062856607
- 時海結以 『小説 劇場版はいからさんが通る』 講談社KCデラックス 全2巻。劇場アニメ版のノベライズ
  - 小説「劇場版 はいからさんが通る 前編 〜紅緒、花の17歳〜」 2017年10月。ISBN 978-4063932775
  - 小説「劇場版 はいからさんが通る 後編 〜花の東京大ロマン〜」 2018年9月。ISBN 978-4065127711

## イメージソング
テレビアニメ版と前後して新派で舞台化された際に、主演の水谷良重が歌うイメージソングもフィリップス・レコードから1978年7月に発売された（FS-2096）。ジャケット裏には大和の直筆メッセージが掲載されている。
- 「はいからさんのラブ・ソング」（3分50秒）
- 「はいからさんが通る」（2分54秒）

作詞：大和和紀 / 作曲：中村泰士 / 編曲：槌田靖織 / 歌：水谷良重

## テレビアニメ
1978年6月3日から1979年3月31日まで、朝日放送（ABC）を制作局としてテレビ朝日系で全42話放送された。当初は1年間の放送予定であったが、原作中盤時点（シベリア出兵に従軍した忍が、記憶喪失となりロシア貴族として帰国した時点）で、放送が打ち切り終了となり、原作の結末である関東大震災後の大団円まで描かれていない。
1980年代は日本テレビの『子供映画劇場』（当時月曜 - 木曜18:00）とテレビ東京の『マンガのくに』（第2期）で、2003年にはNHK-BS2で再放送が行われた。2000年代にはCS放送アニマックスとファミリー劇場でたびたび全話放送が行われ、2010年代も2012年1月に他局系のCSテレビ局・フジテレビTWOでの放送が行われている。
2016年12月21日に全話収録のDVD-BOX及びBlu-rayBOXがワーナー・ブラザース・ホームエンターテイメントより発売された。
横浜の放送ライブラリーでは第1話「紅緒は花の十七才」の閲覧が可能である。また、角川が一時期運営していたYouTubeのアニメ無料配信チャンネル「AniChan」でも同話を公式扱いで公開していた時期がある。
テレビアニメ版の中途での打ち切りにより、後の代表作『あさきゆめみし』他数作が、何度かアニメ化の話があったが原作者サイドが断っている。
原作者の大和によるとテレビアニメ版が放送されていた時間帯にモスクワオリンピックの中継を編成することが決まり、テレビ局からの通知で急遽打ち切りが決まったという。大和自身はテレビアニメ版の製作には直接タッチしていなかったが、打ち切りが決まった時点で残りが10回から3回分に減らされたことからアニメスタッフから相談を受け、かつ協力を仰がれた。しかし、テレビアニメ版のストーリーの進展が原作の半ば部分だったことから大和自身もどうすることもできず未完という形で理不尽に放送を終了せざるを得なかった。この件を重く見た製作元の日本アニメーションは大和に何度か完結編の製作を持ちかけたが、完結編兼リメイク版の製作が始動したのはテレビアニメ版の終了から38年後のことで、この劇場版アニメの完成を以てようやく完結した。

### キャスト（テレビアニメ）

#### キャストに纏わる逸話
- 紅緒役の横沢は個人的に是非ともやりたい役だったのだが、前番組の『若草のシャルロット』でヒロインをやっていた事で問題になってしまった。理由は2作品続けてのヒロイン役は前例が無いと言うことでオーディションを受かったものの落とされてしまった。ところが再オーディションをしてもイメージに合う方が居なかったので、結局、横沢が演じる事になったと語っている[7]。

### スタッフ（テレビアニメ）
- 製作 - 本橋浩一
- 製作管理 - 高桑充
- 企画 - 佐藤昭司
- 脚本 - 高橋二三
- 音楽 - 山口ますひろ
- プロデューサー - 根来昭
- 監督 - 横田和善、馬越彦弥
- アニメーションキャラクター - 芝山努
- 美術監督 - 瀬戸内一
- 撮影監督 - 萩原亨
- 編集 - 古池東風、上遠野英俊
- 現像 - 東京現像所
- 録音監督 - 藤野貞義
- 効果 - 石田サウンド
- 整音 - 桑原邦男
- 演出助手 - 岡崎幸男
- 製作協力 - トランス・アーツ
- 制作 - 日本アニメーション、朝日放送

### 主題歌（テレビアニメ）
- オープニングテーマ - 「はいからさんが通る」
- エンディングテーマ - 「ごきげんいかが?紅緒です」

両曲ともに、作詞 - 中里綴 / 編曲 - 山口ますひろ / 作曲・歌 - 関田昇介

### 放送リスト
| 話数 | 放送日       | サブタイトル                         | 絵コンテ            | 作画監督          |
| ---- | ------------ | ------------------------------------ | ------------------- | ----------------- |
| 1    | 1978年6月3日 | 紅緒は花の十七才                     | よこよこお          | 田代和男          |
| 2    | 6月17日      | おさらば駈落ち                       | 吉田浩              | 水村十司          |
| 3    | 6月24日      | 恋の二日酔                           | 高垣幸蔵            | 永樹龍博          |
| 4    | 7月1日       | 浅草どたばたオペラ                   | 松浦錠平            | 田中英二 岸義之   |
| 5    | 7月8日       | それいけ見習い花嫁                   | 熊瀬哲郎            | 田代和男          |
| 6    | 7月15日      | かりそめのウエディングマーチ         | 吉田浩              | 田中英二 水村十司 |
| 7    | 7月22日      | 伯爵さま! ごめんあそばせ             | 高垣幸蔵            | 田中英二          |
| 8    | 7月29日      | 泣きません勝つまでは                 | 吉田浩              | 田中英二 西城隆詞 |
| 9    | 8月12日      | 初めての胸のときめき                 | 吉田浩              | 田中英二 岸義之   |
| 10   | 8月19日      | 召しませ愛の特効薬                   | 吉田浩              | 田代和男          |
| 11   | 8月26日      | ようこそ嘆きの園遊会（パーティー）へ | 吉田浩              | 田中英二 水村十司 |
| 12   | 9月2日       | 踊れ! 悩ましの美少女?!               | 熊瀬哲郎            | 田中英二 西城隆詞 |
| 13   | 9月9日       | 恋は思案の帆かけ舟                   | 吉田浩              | 田代和男          |
| 14   | 9月16日      | 思い乱れて花二輪                     | 馬越彦称            | 田中英二 岸義之   |
| 15   | 9月23日      | さようなら古きものヨ                 | 高垣幸蔵            | 永樹龍博          |
| 16   | 9月30日      | いざさらば落第花嫁                   | 吉田浩              | 田中英二 水村十司 |
| 17   | 10月7日      | さすらいの花びら                     | 吉田浩              | 田中英二 西城隆詞 |
| 18   | 10月14日     | 恨み買いますご用心                   | 吉田浩              | 藤原真理          |
| 19   | 10月21日     | つかの間の幸せ                       | 吉田浩              | 田中英二 水村十司 |
| 20   | 10月28日     | 相合傘のお二人は?                    | 高垣幸蔵            | 永樹龍博          |
| 21   | 11月4日      | 命みじかく悩み果てなく               | 吉田浩              | 田中英二 岸義之   |
| 22   | 11月11日     | 散る花咲く花恋の花                   | 高垣幸蔵            | 富永貞義          |
| 23   | 11月18日     | きのう天国、きょう地獄               | 吉田浩              | 田中英二 西城隆詞 |
| 24   | 11月25日     | 陸軍さん許せない!                    | 吉田浩              | 田代和男          |
| 25   | 12月2日      | 行かないで! 少尉                     | 吉田浩              | 富永貞義          |
| 26   | 12月9日      | 女らしく! お酒をやめて               | 高垣幸蔵            | 永樹龍博          |
| 27   | 12月16日     | 赤い夕日のシベリアで                 | 馬越彦称            | 田中英二 水村十司 |
| 28   | 12月23日     | 男の戦い女の戦い                     | 吉田浩              | 田中英二 西城隆詞 |
| 29   | 12月30日     | 硝煙弾雨のシベリアで                 | 吉田浩              | 田中英二 岸義之   |
| 30   | 1979年1月6日 | 花と散る少尉の最後!                  | 吉田浩              | 田代和男          |
| 31   | 1月13日      | ああ涙もかれ果てて                   | 吉田浩              | 富永貞義          |
| 32   | 1月20日      | 黒髪きって捧げます                   | よこよこお 大滝勝之 | 田中英二 水村十司 |
| 33   | 1月27日      | 明日に向ってまっしぐら               | 吉田浩              | 永樹龍博          |
| 34   | 2月3日       | 芸者紅千代こんばんは                 | 吉田浩              | 田中英二 西城隆詞 |
| 35   | 2月10日      | 美しき嘘                             | 吉田浩              | 富永貞義          |
| 36   | 2月17日      | 泣いて笑って初月給                   | 吉田浩              | 田中英二 岸義之   |
| 37   | 2月24日      | いとしの少尉いまいずこ               | 吉田浩              | 田中英二 水村十司 |
| 38   | 3月3日       | 馬賊恋しや少尉どの                   | 山崎勝彦            | 永樹龍博          |
| 39   | 3月10日      | 流れ流れて馬賊の詩                   | よこよこお          | 田中英二 西城隆詞 |
| 40   | 3月17日      | 少尉は生きてる心の中に               | 吉田浩              | 田代和男          |
| 41   | 3月24日      | 飛行船で飛んできた人                 | 吉田浩              | 田中英二 岸義之   |
| 42   | 3月31日      | 嗚呼! 大正ろまんす                   | 吉田浩              | 田代和男 富永貞義 |

### 放送局
| ネット状況                                                                           | 放送時間                               | 放送局             | 対象地域       | 備考                                                                    |
| ------------------------------------------------------------------------------------ | -------------------------------------- | ------------------ | -------------- | ----------------------------------------------------------------------- |
| 同時ネット                                                                           | 土曜 19:00 - 19:30                     | 朝日放送           | 近畿広域圏     | 制作局 現・朝日放送テレビ                                               |
|                                                                                      |                                        | 北海道テレビ       | 北海道         |                                                                         |
|                                                                                      |                                        | 東日本放送         | 宮城県         |                                                                         |
|                                                                                      |                                        | テレビ朝日         | 関東広域圏     |                                                                         |
|                                                                                      |                                        | 名古屋テレビ       | 中京広域圏     |                                                                         |
|                                                                                      |                                        | 瀬戸内海放送       | 香川県         | 本放送当時は岡山県との相互乗り入れ実施前                                |
|                                                                                      |                                        | 広島ホームテレビ   | 広島県         |                                                                         |
|                                                                                      |                                        | 九州朝日放送       | 福岡県         |                                                                         |
| 遅れネット                                                                           | 水曜 17:00 - 17:30                     | 青森放送           | 青森県         | 日本テレビ系列・テレビ朝日系列                                          |
|                                                                                      | 火曜 17:30 - 18:00                     | 岩手放送           | 岩手県         | TBS系列 現・IBC岩手放送                                                 |
|                                                                                      |                                        | 秋田放送           | 秋田県         | 日本テレビ系列                                                          |
|                                                                                      | 水曜 17:00 - 17:30                     | 山形テレビ         | 山形県         | フジテレビ系列・テレビ朝日系列                                          |
|                                                                                      |                                        | 福島中央テレビ     | 福島県         | 日本テレビ系列・テレビ朝日系列                                          |
|                                                                                      | 火曜 17:30 - 18:00                     | 新潟放送           | 新潟県         | TBS系列                                                                 |
|                                                                                      | 金曜 17:00 - 17:30                     | 北日本放送         | 富山県         | 日本テレビ系列                                                          |
|                                                                                      | 火曜 17:00 - 17:30 →日曜 17:00 - 17:30 | 北陸放送           | 石川県         | TBS系列                                                                 |
|                                                                                      | 金曜 16:40 - 17:10 →土曜 15:30 - 16:00 | 福井テレビ         | 福井県         | フジテレビ系列                                                          |
|                                                                                      | 水曜 17:30 - 18:00                     | 山梨放送           | 山梨県         | 日本テレビ系列 1978年8月2日放送開始                                     |
|                                                                                      | 木曜 17:00 - 17:30                     | 信越放送           | 長野県         | TBS系列                                                                 |
|                                                                                      | 土曜 18:00 - 18:30                     | 静岡けんみんテレビ | 静岡県         | 日本テレビ系列・テレビ朝日系列 現・静岡朝日テレビ 1978年7月開局から     |
|                                                                                      | 月曜 19:00 - 19:30                     | 日本海テレビ       | 鳥取県・島根県 | 日本テレビ系列                                                          |
|                                                                                      | 水曜 17:00 - 17:30                     | テレビ岡山         | 岡山県         | フジテレビ系列・テレビ朝日系列 本放送当時は香川県との相互乗り入れ実施前 |
|                                                                                      | 金曜 17:15 - 17:45                     | 山口放送           | 山口県         | 日本テレビ系列・テレビ朝日系列                                          |
|                                                                                      | 金曜 16:55 - 17:25                     | 南海放送           | 愛媛県         | 日本テレビ系列                                                          |
|                                                                                      | 火曜 17:25 - 17:55                     | テレビ高知         | 高知県         | TBS系列                                                                 |
|                                                                                      | 水曜 16:50 - 17:20                     | 長崎放送           | 長崎県         | TBS系列                                                                 |
|                                                                                      | 月曜 17:25 - 17:55                     | テレビ熊本         | 熊本県         | フジテレビ系列・日本テレビ系列・テレビ朝日系列                          |
|                                                                                      | 水曜 17:00 - 17:30                     | テレビ宮崎         | 宮崎県         | フジテレビ系列・日本テレビ系列・テレビ朝日系列                          |
|                                                                                      | 火曜 17:20 - 17:50                     | 鹿児島テレビ       | 鹿児島県       | フジテレビ系列・日本テレビ系列・テレビ朝日系列                          |
| 同時ネット局は全てテレビ朝日系列フルネット局。遅れネット局の系列は本放送当時のもの。 |                                        |                    |                |                                                                         |

| 朝日放送制作 テレビ朝日系 土曜19時台前半のアニメ枠（1978年6月 - 1979年3月） | 朝日放送制作 テレビ朝日系 土曜19時台前半のアニメ枠（1978年6月 - 1979年3月） | 朝日放送制作 テレビ朝日系 土曜19時台前半のアニメ枠（1978年6月 - 1979年3月） |
| 前番組                                                                      | 番組名                                                                      | 次番組                                                                      |
| --------------------------------------------------------------------------- | --------------------------------------------------------------------------- | --------------------------------------------------------------------------- |
| 若草のシャルロット                                                          | はいからさんが通る                                                          | シートン動物記 りすのバナー                                                 |

## 劇場アニメ
大和の画業50周年の一環として、テレビアニメと同じく日本アニメーションが二部作で制作、前編『劇場版 はいからさんが通る 前編 〜紅緒、花の17歳〜』は2017年11月11日、後編『劇場版 はいからさんが通る 後編 〜花の東京大ロマン〜』は2018年10月19日公開。
概要で前述したとおり、テレビアニメ版では描かれなかった原作のラストエピソードまでが初めてアニメ化された。監督は前編を『るろうに剣心 -明治剣客浪漫譚-』などの古橋一浩が担当（古橋は脚本も前後編通して執筆）。後編は『打ち上げ花火、下から見るか? 横から見るか?』（アニメ版）の演出などを担当した城所聖明が初監督作品として携わる。
ナレーションは前編の開幕を森功至、後編の終幕をよこざわけい子がそれぞれ務めている。
本作品の完成を以て、アニメ版『はいからさんが通る』は38年の時を経てようやく完結の時を迎えた。

### あらすじ（劇場アニメ）
前編
大正七年の東京。17歳の花村紅緒はお転婆ではいからさんな女学生。ある日、紅緒はハーフの陸軍歩兵少尉伊集院忍と出会い、祖父母の代から決められた許婚（いいなづけ）と知らされる。反発する紅緒は幼馴染の藤枝蘭丸と家出するが、泥酔したところを少尉に保護される。紅緒は伊集院家に行儀見習いに出される。型破りな紅緒のふるまいは、堅苦しい伊集院家を少しずつ変えていく。紅緒も心優しい少尉を愛するようになる。少尉は小倉師団に転属し、大正七年、シベリア出兵する。秋、少尉の訃報が届く。紅緒は髪を切り、「二夫にまみえず」の意を込めた白い喪服で葬儀に出席、伊集院家を守っていくと宣言する。紅緒は家計を支えるため、女嫌いの青江冬星が編集長を務める「冗談社」の記者となる。そこで、満州に小倉師団出身の馬賊がいると聞いた紅緒は、少尉の手がかりを求め満州に渡る。
後編
満州に渡った紅緒は、少尉の部下で馬賊の頭目になった鬼島森吾を見つける。鬼島から少尉の最期を聞いた紅緒は少尉への変わらぬ思いを胸に帰国。ロシアの亡命貴族サーシャ・ミハイロフ侯爵と妻ラリサが飛行船で日本に到着。紅緒はミハイロフが少尉そっくりなのに驚く。日本に帰国した鬼島はミハイロフと少尉は異父兄弟との情報を紅緒に教える。母親から見合いを勧められていた冬星は紅緒に求婚。だが紅緒はまだ少尉をあきらめきれない。紅緒の顔に見覚えがあったミハイロフは一人伊集院邸を訪ね、自分が伊集院忍であり、シベリアで記憶喪失になりラリサに助けられたことを思い出す。だが病気で余命いくばくもないラリサを捨てることはできない。全てを知った紅緒は、ラリサと伊集院家のために少尉との婚約を解消し、冬星との結婚を決意。大正十二年九月一日、ラリサは少尉に看取られて息を引き取る。教会では紅緒と冬星の結婚式が行われていたが、関東大震災が発生。少尉は炎に包まれた教会にかけつけ、逃げ遅れた紅緒を救出し抱き合う。後日、伊集院家で紅緒と少尉は結婚。その後、被災者のための炊き出しを始める。

### スタッフ（劇場アニメ）
- 原作 - 大和和紀「はいからさんが通る」（講談社 KCDX（デザート）所載）
- 監督 - 古橋一浩（前編）、城所聖明（後編）
- 脚本 - 古橋一浩
- キャラクターデザイン - 西位輝実
- サブキャラクターデザイン - 小池智史、吉岡彩乃（後編）
- 総作画監督 - 小池智史（前編）、中村深雪 （後編）、大竹紀子（後編）、伊藤秀樹（後編）
- 演出 - 細川ヒデキ・鈴木吉男・山口美浩（前編）
- 作画監督 - 仁井学・宍戸久美子・仲敷沙織・伊藤秀樹・薗部あい子・中島美子・木下由美子・飯塚葉子・小磯由佳・羽山淳一・西位輝実（前編）
- 背景デザイン・美術監督 - 秋山健太郎
- 美術設定 - 藤井綾香、佐藤えみ子
- プロップデザイン - 枝松聖
- 設定考証 - 中條元史
- 色彩設計 - 辻田邦夫
- 撮影 - 荻原猛夫（グラフィニカ）
- 編集 - 丹彩子
- 音響監督 - 若林和弘
- 音楽 - 大島ミチル
- プロデューサー - 松田章男、井上孝史、川添千世
- 制作プロデューサー - 伊藤耕一郎
- 配給 - ワーナー・ブラザース映画
- アニメーション制作 - 日本アニメーション
- 製作 - 劇場版「はいからさんが通る」製作委員会（ワーナー ブラザース ジャパン、日本アニメーション、講談社、クロックワークス、朝日新聞、東京メトロポリタンテレビジョン）

### 主題歌（劇場アニメ）
「夢の果てまで」（前編）
作詞・作曲 - 竹内まりや / 編曲 - 増田武史 / 歌 - 早見沙織
「新しい朝」（後編）
作詞・作曲 - 竹内まりや / 編曲 - 前口渉 / 歌 - 早見沙織

## テレビドラマ

### 1979年版 / 連続番組
『宝塚テレビロマン・はいからさんが通る』として、宝塚歌劇団の団員の出演で1979年4月7日より1980年8月30日まで関西テレビで放送された。宝塚歌劇では珍しい、テレビ用のオリジナルミュージカルだった。
肖像権及び権利上の関係から再放送や映像ソフト化は行われていない。
演出・脚本
- 植田紳爾

キャスト
- 花村紅緒：花鳥いつき
- 伊集院忍：平みち
- 冬星：剣幸
- 環：美雪花代
- 鬼島軍曹：日向薫
- 藤枝蘭丸：瀬川佳英
- ラリサ：遥くらら
- 案内役：キャッシー

### 1985年版 / 単発番組
フジテレビ版。月曜ドラマランド枠で放送された。
キャスト
- 花村紅緒：三田寛子
- 伊集院忍：野口五郎
- 北小路環：城戸真亜子
- その他：久我美子、小鹿番、水野晴郎、笑福亭笑瓶、南州太郎、岡本麗、若村麻由美ほか

スタッフ
- 脚本：
- 演出：福田真治
- プロデューサー：中曽根真弓
- 技術協力：東通
- 制作：フジテレビ、泉放送制作

### 2002年版 / 単発番組
TBS版。『モーニング娘。新春! LOVEストーリーズ』の一つとして放送された。
キャスト
- 花村紅緒：石川梨華
- 伊集院忍：沢村一樹
- 北小路環：吉澤ひとみ
- 桂木ルリ子：矢口真里
- あおい：小川麻琴
- かすみ：高橋愛
- さくら：紺野あさ美
- すみれ：新垣里沙
- 如月ふみ（伊集院家奥女中）：根岸季衣
- 伊集院博文（伯爵、忍の祖父）：御木本伸介
- 伊集院蔦子（伯爵夫人、忍の祖母）：吉行和子
- 花村正悟（紅緒の父）：伊武雅刀
- その他：高橋ひとみ、宮崎美子ほか

| 関西テレビ制作 土曜18時台前半枠（1979年4月 - 1980年4月） | 関西テレビ制作 土曜18時台前半枠（1979年4月 - 1980年4月） | 関西テレビ制作 土曜18時台前半枠（1979年4月 - 1980年4月） |
| 前番組                                                   | 番組名                                                   | 次番組                                                   |
| -------------------------------------------------------- | -------------------------------------------------------- | -------------------------------------------------------- |
| ザ・タカラヅカ                                           | 宝塚テレビロマン・はいからさんが通る                     | OH!タカラヅカ                                            |
| フジテレビ 月曜ドラマランド（1985年4月15日）             |                                                          |                                                          |
| 意地悪ばあさん まだまだ…マダマダの巻                     | 第2シリーズ                                              | 特別機動少女隊 ホールド・アップ!                         |

## 実写映画
1987年12月12日公開。主演・南野陽子、監督・佐藤雅道。製作・配給・東映、第42回毎日映画コンクールスポニチグランプリ新人賞を受賞した。
阿部寛の俳優デビュー作。
同時上映は『ビー・バップ・ハイスクール 高校与太郎狂騒曲』。

### キャスト
- 花村紅緒：南野陽子
- 伊集院忍：阿部寛
- 青江冬星：田中健
- 牛五郎：柳沢慎吾
- 吉次：松原千明
- 北小路環：篠山葉子
- 河内大佐：鈴木瑞穂
- 印念中佐：木村元
- あごなしばあや：千石規子
- 伊集院夫人：風見章子
- 如月：野際陽子
- 鬼島軍曹：本田博太郎
- 花村小佐：河原崎長一郎
- 伊集院伯爵：丹波哲郎
- 辰馬伸、早川雄三、冨家規政、城谷光俊、山浦栄、高山千草 ほか

### スタッフ
- 企画 - 植田泰治
- プロデューサー - 稲生達朗、河瀬光（東映）、河井真也（フジテレビ）
- 原作 - 大和和紀
- 脚本 - 西岡琢也
- 監督 - 佐藤雅道
- 音楽 - 萩田光雄、大谷和夫
- 音楽プロデューサー - 石川光
- 音楽事務 - 新井明美
- 撮影 - 大町進
- 美術 - 高橋章
- 照明 - 篠崎豊治
- 録音 - 宗方弘好
- 編集 - 中野博
- 助監督 - 三輪誠之
- 進行主任 - 杉崎隆行
- 記録 - 高津省子
- 撮影効果 - 吉岡健一
- 音響効果 - 原尚
- 背景 - 植田泰明
- 装置 - 開米慶四郎
- 装飾 - 小原昭
- スタイリスト - 金丸照美（ICA）
- 衣裳 - 東京衣裳
- ヘアーメイク - アートメイク・トキ、奥村弘子
- 刺青 - 霞涼二
- 擬斗 - 岡田勝
- 監督助手 - 山仲浩充、岡田周一、光石冨士朗
- 撮影助手 - 勝倉米明、山本一成、中川克也
- 撮影効果助手 - 佐藤信一
- 照明助手 - 石丸隆一、矢島俊幸、岡秀雅、石川英行、中島淳司
- 録音助手 - 渡辺一夫、佐原聡
- 美術助手 - 山崎秀満、原田恭明
- セット付 - 貫井健二
- 装飾助手 - 松宮廣之、永野洋、小谷恒義
- 音響効果助手 - 須田良三
- リーレコ - 岡村昭治
- 編集助手 - 椎名信明
- ネガ編集 - 橋場恵
- スチール - 原田大三郎
- 宣伝 - 第四宣伝企画室
- 制作宣伝 - 石井薫
- 演技事務 - 福岡康裕
- 製作進行 - 市山隆治、岡英祐
- 現像 - 東映化学
- 企画協力 - エスワン・カンパニー、CBSソニー、フジテレビジョン

### 主題歌（実写映画）
「はいからさんが通る」
作詞：小倉めぐみ / 作曲：国安わたる / 編曲：萩田光雄 / 歌：南野陽子
テレビアニメ版で使用された楽曲とは同名異曲。

### 製作

#### キャスティング
南野陽子は『スケバン刑事』に次いで主演映画二作目。『はいからさんが通る』は小学5年からの愛読書だったという。
阿部寛はモデルとして大人気だったが、大学卒業も迫り就職活動の真最中で、芸能界に進むか一般企業に就職してサラリーマンになるか迷い、サラリーマンになる方に気持ちが傾いていた。1987年8月2日、阿部の元へ東映から「はいからさんの映画をやるから、伊集院忍でやってくれないか」と映画出演のオファーが来た。「台本を読ませて欲しい」と伝え、カセットに相手の台詞を吹き込んで練習してみたら「あ、面白そうだなぁ」と感じた。この後、佐藤雅道監督と台詞読みをした際、佐藤から「あ、いいなぁ、声もいい。こっちは君でいくって決めるけど、就職を取るかどうかは君が決めてくれ」と言われた。それから一週間、体重が3kg落ちホオもこける程考えこみ、"面白そう"の直感と若いんだしやり直しもきくだろうという結論に達し、このオファーを受け、俳優人生がスタートした。

#### 撮影
撮影中に阿部が『笑っていいとも!』に出演し人気が倍増、ロケ中に女性ファンが押し寄せる事態となった。1987年10月下旬に京都ロケ、東映京都撮影所他。その他鎌倉でもロケが行われた。

### エピソード
映画の中で髪を切るシーンがあったことから南野陽子は、東映サイドから「カツラでやりますか?」と聞かれたが、「いえ、自分の毛でやります」と、中学時代から大切に伸ばしてきた髪を映画のために25cmもバッサリ切った。ずっと髪を切りたいと周りに騒いでいたが、事務所から「仕事の流れがあるから」と制止されていた。実際は「切りたくない」という気持ちの方が強く、誰かに「切るな」と言われてホッとしていた。映画という大義名分があり、思いきって髪を切る決断をした。切ったら泣くだろうなと思っていたが涙は出なかった。南野が髪を切ったことがファンに知られると大きな騒動になった。大ショックを受けたファンが東映や所属事務所に「切った髪の毛はどうした?」「家宝にするから1本でも欲しい」「サービスとしてチケットに付けて!」などと電話が殺到した。慌てた東映が調べたところ、東映と南野と担当ヘアデザイナーの三者で記念に分けることになっていたが、南野が「私、必要ないから」と東映東京撮影所に置いて帰り、東映も処置に困って焼却してしまったと判明、ファンから大顰蹙を買った。
なお、日本では1990年代ごろより女子大学生が袴にブーツの大正時代の女学生スタイルで卒業式に出席することが定番化しているが、本作主題歌を歌う南野陽子が紅緒の衣装で歌番組に出演したのがきっかけになったと言われている。

## 舞台
1978年、1980年、1991年、1995年に舞台化された。
1978年5月4日～28日　新橋演舞場　劇団新派公演
- 脚本：小野田勇
- 演出：三木のり平
- 音楽：神津善行
- 花村紅緒：水谷良重
- 伊集院忍：片岡孝夫
- 宗方吟子：水谷八重子
- 青江冬星：安井昌二
- 車曳き牛五郎：菅原謙次
- 花乃家吉次：波乃久里子
- 鬼島軍曹：永久保一男
- 伊集院章介：中川秀夫
- 同綾：竹内京子
- 花村健作：春本泰男
- 北小路環：紅貴代
- 花乃家八重次：二代目英太郎
- 浅野少尉：川口恒
- ロシヤ女ニーナ：井上代司子
- 藤枝蘭丸：林啓二
- 双葉宮和彦：青山哲也
- お滝：一條久枝
- 如月：成田菊雄
- 黒金先生：常磐緑
- 因念中佐：加納英二郎
- 辺面岩男：勝見史郎
- 女学生：佐野布美子

1980年1月2日～27日　梅田コマ劇場
- 脚本：小野田勇
- 演出：三木のり平
- 音楽：神津善行
- 花村紅緒：水谷良重
- 北小路環：大原ますみ
- 号外売り：三原邦男
- 伊集院忍：片岡孝夫
- 牛五郎：菅原謙次
- 書生：芦屋小雁
- 藤枝蘭丸：林啓二
- 花村健作：春本泰男
- 伊集院綾：竹内京子
- 吉次：紅貴代
- 桃太郎：青柳喜伊子
- とし：村岡ミヨ
- 伊集院章介：芦屋雁之助
- 青江冬星：四代目中村米吉
- 八重次：英太郎
- 如月：成田菊雄
- 因念中佐：加納英二郎
- 浅野少尉：立松昭二
- 双葉宮：青山哲也
- 黒原大尉：真鍋克彦
- 辺面岩男：勝見史郎
- 宮本伍長：半田真二
- 令嬢／ニーナ：高橋よしこ
- 令嬢／芸者：峰まり
- 隠居／江戸川端散歩：平野国臣
- 職人／吉松：佐堂克美
- 鬼島軍曹：永久保一男
- 荒木伍長：鈴木淳
- 伝令：片岡松之助
- 玉井：伊井義太郎
- 黒金先生／丸尾：小泉まち子
- 愛相：橋口忠夫
- 梅田コマ・ミュージカルチーム

1991年7月3日～28日　名鉄ホール
- 脚本：佐々木猛
- 演出：井上思
- 花村紅緒：柏原芳恵
- 伊集院忍：加納竜
- 花村少佐：沢本忠雄
- 北小路環：永吉京子
- 牛五郎：城後光義
- 如月：小柳久子
- 弥生：後藤緑
- 伊集院伯爵：菅原謙次
- 岩崎琴子：加茂さくら
- 印念中佐／骨董屋：児玉利和
- 夢屋の大将／軍人／岡部：松田隆男
- 福屋の大将／麻生男爵：橋本宣三
- 職人／東山子爵：安宅忍
- 伊集院伯爵夫人：田嶋佳子
- ラリサ・ミハイロフ：根岸由里子

1995年2月1日～25日　新宿コマ劇場　藤あや子特別公演
- 脚本・演出：吉村忠矩
- 花村紅緒：藤あや子
- 伊集院忍：金田賢一
- 書生四郎：西川弘志
- 金魚の牛五郎：小野ヤスシ
- 藤枝蘭丸：片桐光洋
- 花乃家吉次：片桐夕子
- 花村：浅香春彦
- 大河内：宮野琢磨
- 環：西崎みどり
- 如月：大原ますみ
- 冬星：宗方勝巳
- 印念：曽根晴美
- 伊集院章介：内田朝雄

## 宝塚歌劇団による舞台化
- 1979年に関西テレビの宝塚テレビロマン枠でテレビ収録用の舞台が上演された。演出・脚本は植田紳爾、花村紅緒役は花鳥いつき、伊集院忍役は平みち。

- 2017年および2020年に宝塚歌劇団花組により舞台化。脚本・演出は小柳奈穂子。

2017年の公演
- 2017年10月7日〜15日まで、シアター・ドラマシティにて、同年10月24日〜30日まで日本青年館ホールにて公演。この作品を収録したBlu-ray版が2019年3月に発売された[29]。

2020年の公演
- 当初は2020年3月13日〜4月20日まで宝塚大劇場で、5月8日〜6月14日まで東京宝塚劇場にて上演予定であったが、新型コロナウイルス感染拡大による公演休止・延期を経て、7月17日〜9月5日まで宝塚大劇場に改められた[30][注 13]。しかし公演再開後に、公演関係者13名が新型コロナウイルスに感染し、クラスター化[31]。再び公演休止を余儀無くされ、新人公演の取り止めも発表された[31]。尚、この公演は花組新トップコンビ柚香光・華優希の大劇場お披露目公演となる[30]。

| 役名           | 2017年             | 2020年             |
| -------------- | ------------------ | ------------------ |
| 伊集院忍       | 柚香光             | 柚香光             |
| 花村紅緒       | 華優希             | 華優希             |
| 青江冬星       | 鳳月杏             | 瀬戸かずや         |
| 鬼島森吾       | 水美舞斗           | 水美舞斗           |
| 北小路環       | 城妃美伶           | 音くり寿           |
| 藤枝蘭丸       | 聖乃あすか         | 聖乃あすか         |
| 伊集院伯爵     | 英真なおき（専科） | 英真なおき（専科） |
| 伊集院伯爵夫人 | 芽吹幸奈           | 美穂圭子（専科）   |
| リーダー       | -                  | 高翔みず希         |
| 花村政次郎     | 冴月瑠那           | 冴月瑠那           |
| 如月           | 鞠花ゆめ           | 鞠花ゆめ           |
| 卯月           | -                  | 航琉ひびき         |
| 弥生           | -                  | 美花梨乃           |
| 牛五郎         | 天真みちる         | 飛龍つかさ         |
| 花乃屋吉次     | 桜咲彩花           | 朝月希和           |
| 狸小路伯爵     | 舞月なぎさ         | 舞月なぎさ         |
| 鈴木           | 和海しょう         |                    |
| 古美 売太      | -                  | 和海しょう         |
| ラリサ         | 華雅りりか         | 華雅りりか         |
| 青江香月       | -                  | 羽立光来           |
| ばあや         | 新菜かほ           | 真鳳つぐみ         |
| 図師           | 桜舞しおん         | -                  |
| 印念中佐       | 矢吹世奈           | 優波慧             |
| 女教師         | -                  | 更紗那知           |
| 青江須磨子     | 春妃うらら         | 春妃うらら         |
| ペラゴロ       | -                  | 紅羽真希           |
| 令嬢           | -                  | 雛リリカ           |
| 有明           | 峰果とわ           | 峰果とわ           |
| ペラゴロ       | -                  | 澄月菜音           |
| 高屋敷要       | 亜蓮冬馬           | 永久輝せあ         |
| 舞踏会の歌手   | -                  | 若草萌香           |
| 辺面岩男       |                    | 帆純まひろ         |
| 令嬢           | -                  | 凛乃しづか         |
| 牧師           | -                  | 高峰潤             |
| 原信子         | -                  | 糸月雪羽           |
| 田谷力三       | -                  | 泉まいら           |
| 愛相良雄       | -                  | 一之瀬航季         |
| 野路           | 和礼彩             | 希波らいと         |
| 丸葉           | 翼杏寿             | 翼杏寿             |
| 北原           | 太凰旬             | -                  |